# Nicolas Custer
Nicolas Custer (* 1766 in Luxemburg; † 13. November 1800 in Vieux-Fort, St. Lucia) war ein luxemburgischer katholischer Priester, der während der Französischen Revolution nach Südamerika deportiert wurde und auf der Karibikinsel St. Lucia starb.

## Leben
Nicolas Custer wurde 1766 in Luxemburg geboren. Er sprach Luxemburgisch und Deutsch. Custer war Franziskaner und lebte als Pater Albertin im Kloster in Namur, bis dieses am 8. Dezember 1796 von den Revolutionstruppen gestürmt wurde. Custer suchte Zuflucht beim Erzbischof und Kurfürsten von Trier, Clemens Wenzeslaus von Sachsen, der ihn als Priester in das kleine Dorf Itzbach im Saarland schickte, heute ein Ortsteil von Siersburg.
Als romtreuer Priester hatte Custer den von der Nationalversammlung geforderten Eid auf die Zivilverfassung nicht geleistet. Die Eidverweigerer („les réfractaires“ = die Fahnenflüchtigen) wurden als Gegner der Revolution und Staatsfeinde verfolgt und nicht selten hingerichtet. 1793 beschloss die Nationalversammlung, Staatsfeinde in die französische Kolonie Guyana in Südamerika zu deportieren.
Am 25. Oktober 1797 wurde Nicolas Custer zur Deportation verurteilt, wahrscheinlich nach Denunziation, und am 17. November 1797 verhaftet. Vom Gefängnis in Metz zog er mit einem Trupp verurteilter Priester und anderer Delinquenten im Januar und Februar 1798 quer durch Frankreich nach Rochefort, um dort eingeschifft zu werden.
Eingepfercht auf dem Zwischendeck der Fregatte Charente legten sie am 21. März 1798 ab. Bereits am nächsten Tag wurden sie von englischen Schiffen angegriffen und manövrierunfähig geschossen. Am 23. April 1798 übernahm die Fregatte La Decade die Gefangenen und brachte sie nach Cayenne, wo sie am 10. Juni 1798 einliefen.
Die Sträflingskolonie bot kaum Möglichkeiten zum Überleben. Custer beschloss mit drei Mitgefangenen zu fliehen. Im Juni 1800 gelang ihnen in einem Boot die Flucht an der Küste entlang Richtung Surinam (Niederländisch-Guyana).
Zunächst als französische Spione in Fort Amsterdam inhaftiert, wurden die Priester schließlich auf freien Fuß gesetzt und zu einem Franziskanerkloster auf Martinique gebracht. Hier beschloss Custer, als Priester in der Karibik zu bleiben, und wurde zur Nachbarinsel St. Lucia beordert.
Kaum in Vieux-Fort angekommen, wurde Nicolas Custer vom Gelbfieber erfasst, dem er am 13. November 1800 erlag.